# Agustín Mulet
Agustín Nicolás Mulet (Lomas del Mirador, 22 febbraio 2000) è un calciatore argentino, centrocampista del Cerro.

## Caratteristiche tecniche
È un centrocampista difensivo.

## Carriera
Cresciuto nel settore giovanile del Vélez Sarsfield, debutta in prima squadra il 9 dicembre 2020 giocando l'incontro di Coppa Libertadores perso 2-1 contro l'Universidad Católica.

## Statistiche

### Presenze e reti nei club
Statistiche aggiornate al 14 maggio 2021.
| Stagione        | Squadra         | Campionato      | Campionato | Campionato | Coppe nazionali | Coppe nazionali | Coppe nazionali | Coppe continentali | Coppe continentali | Coppe continentali | Altre coppe | Altre coppe | Altre coppe | Totale | Totale |
| Stagione        | Squadra         | Comp            | Pres       | Reti       | Comp            | Pres            | Reti            | Comp               | Pres               | Reti               | Comp        | Pres        | Reti        | Pres   | Reti   |
| --------------- | --------------- | --------------- | ---------- | ---------- | --------------- | --------------- | --------------- | ------------------ | ------------------ | ------------------ | ----------- | ----------- | ----------- | ------ | ------ |
| 2020            | Vélez Sarsfield |                 | -          | -          | CdL             | 4               | 1               | CL                 | 1                  | 0                  |             | -           | -           | 5      | 1      |
| 2021            | Vélez Sarsfield |                 | -          | -          | CA+CdL          | 1+9             | 0               | CL                 | 2                  | 0                  |             | -           | -           | 12     | 0      |
| Totale carriera | Totale carriera | Totale carriera | -          | -          |                 | 14              | 1               |                    | 3                  | 0                  |             | -           | -           | 17     | 1      |